# Аргус (научно-технический центр)
Научно-технический центр Аргус — российский разработчик OSS/BSS/DSS-решений для операторов связи различного масштаба. В рамках технических разработок использует научную и теоретическую базу, пополняемую в результате сотрудничества с НИИТС и СПбГУТ им. проф. М. А. Бонч-Бруевича. С 2007 года является членом TeleManagement Forum (TMF). Компания специализируется на разработке ПО для автоматизации эксплуатационных процессов в области телекоммуникаций.

## История
Идея системы АРГУС появилась в 1998 году. Через год, в 1999 году, был основан Научно-технический центр АРГУС как хозрасчетная лаборатория в составе Ленинградского отраслевого НИИ связи (ЛОНИИС). С начала 2007 года НТЦ АРГУС — самостоятельная компания, входящая в Группу компаний ЭКРАН.
Изначально продукты АРГУС предназначались для крупных операторов связи, в том числе для операторов «большой тройки», однако с 2014 года в каталоге продуктов появились модульные коробочные решения для средних и малых операторов связи.

## Продукты

### Платформа «Аргус»
Четыре системы, входящие в состав платформы «Аргус»:
- Fulfillment — абонентский отдел — обеспечение клиентов продуктами (комплекс услуг, представленный как маркетинговое предложение) согласно произведенным заказам.
- Inventory — технический учёт — функции инвентаризации и учёта клиентов, продуктов, услуг, ресурсов.
- Assurance — комплексная техническая поддержка (КТП) — контроль качества услуг, техническое обслуживание.

АРГУС-КТП состоит из трех подсистем: Service Desk — работает с обращениями клиентов; ТП NGN — обеспечивает обработку инцидентов и проблем, возникающих на современных пакетных сетях со всем многообразием технологий и архитектур построения сетей доступа (xDSL, Ethernet, FTTx, Wi-Fi, xPON, КТВ); АРГУС-БР — предназначена для обработки инцидентов, связанных с традиционными услугами связи (телефонией, ДВО и т. п.)
- Resource Testing — Система измерений — функции взаимодействия с оборудованием, сбор и хранение эксплуатационных показателей.

### Платформа «Сириус»
Платформа «Сириус» образует связующее звено между сетевыми ресурсами и IT-инфраструктурой оператора (компонентами OSS/BSS). В функцци платформы входит проведение дистанционных измерений, конфигурирование и администрирование активных элементов (классических аналоговых и TDM до сетей NGN) и другое.
Совместная работа платформ «Аргус» и «Сириус» позволяет оператору связи автоматизировать эксплуатационные процессы.

## Сертификат
Компанией НТЦ АРГУС получен первый в России сертификат нового образца на системы класса OSS. АНО "ЦЭС «Инфоком» был выдан сертификат ОС-1-СУ-0088 на «систему автоматизированного эксплуатационного управления и учёта средств связи и абонентов АРГУС (версии ПО 2 и 3)»